# Burcht van Leiden

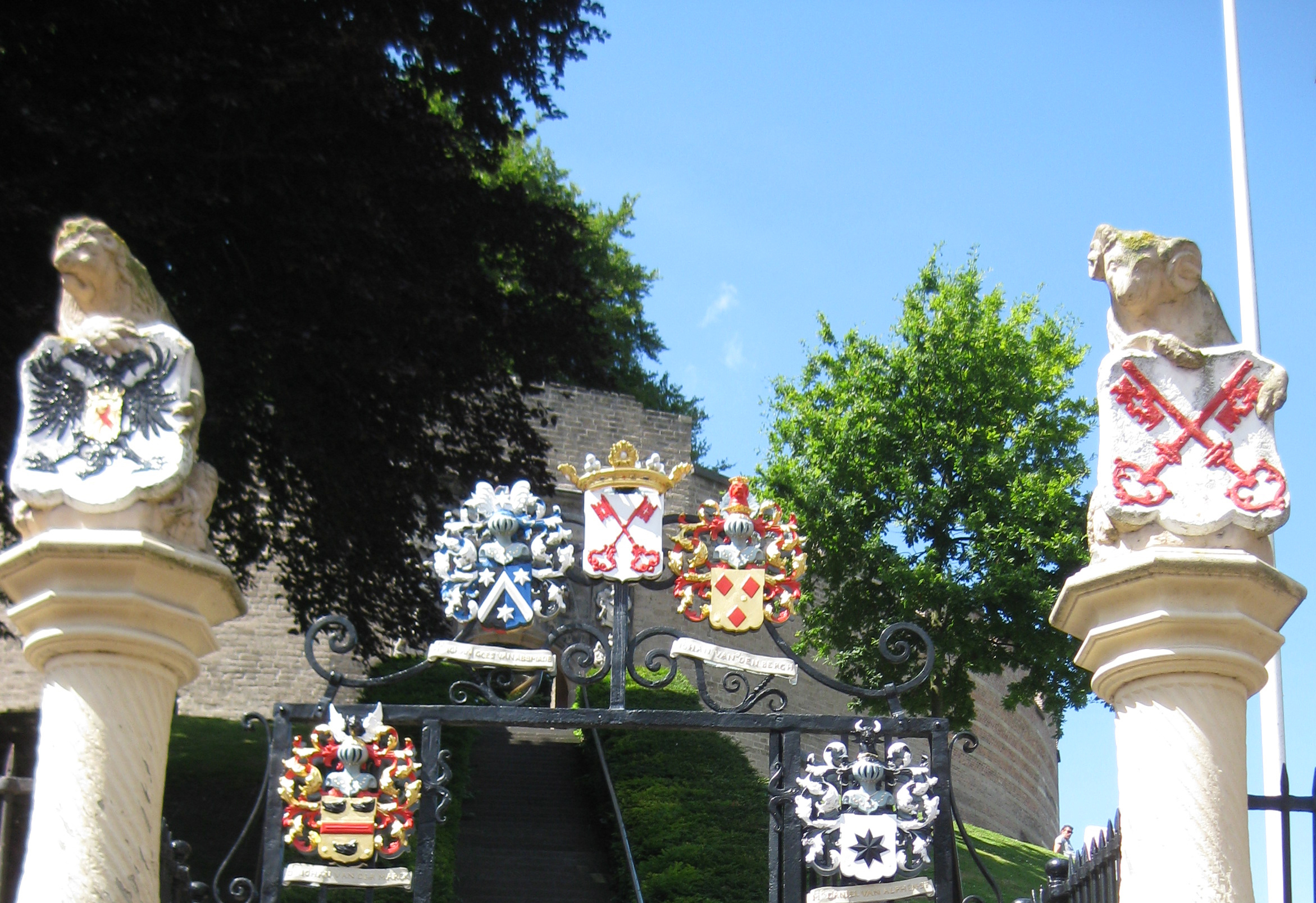
Smeedijzeren voorpoort uit 1653

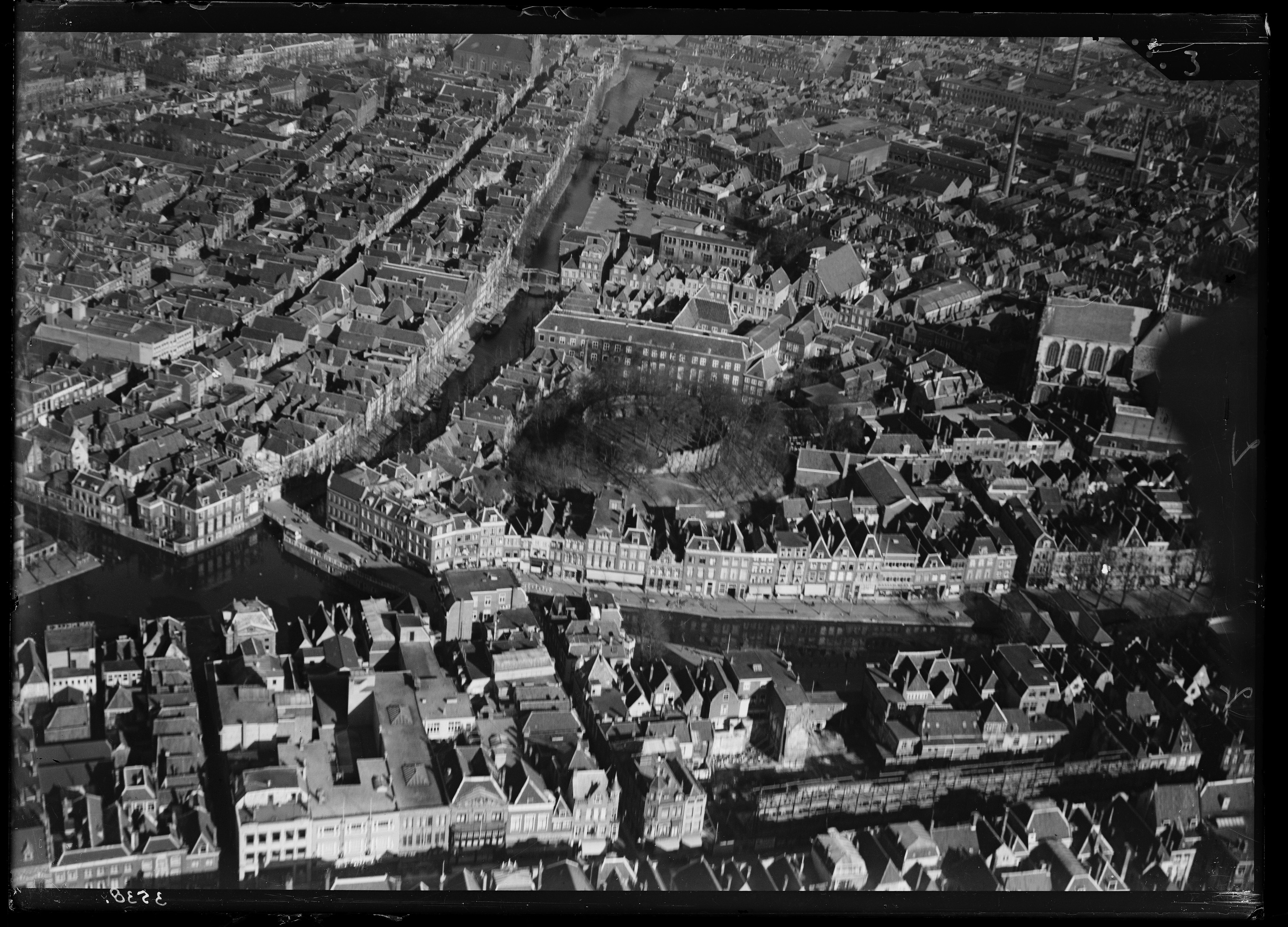
Burcht en omgeving, ca. 1920-1940

De burcht van Leiden is een van de oudste nog bestaande voorbeelden van een burcht in Nederland. Het bouwwerk bevindt zich midden in Leiden, op de plek waar de twee armen van de Rijn samenvloeien. Het ronde bouwwerk bevindt zich op een motte, een kunstmatige heuvel, en kan worden betreden door een zandstenen poort.

## Vroege geschiedenis
Met het opwerpen van een palissadeheuvel werd in de 9de en 10de eeuw op deze plaats de eerste aanzet gemaakt voor de "Leitheriburch". Het was een met palen omheinde vluchtplek voor mensen en hun vee tegen mogelijke belagers. Uit archeologisch onderzoek is gebleken dat er rond het jaar 1000 op deze plaats ook een houten gebouw stond. In de elfde eeuw werd de heuvel diverse malen verhoogd tot ca. 10 meter boven de omgeving. Onder graaf Dirk VI maakte de houten omheining plaats voor een tufstenen ringmuur. De plaats van de (burcht)heuvel is strategisch: precies waar Rijn, Mare en Vliet samenkomen.
De burcht duikt voor het eerst op in schriftelijke bronnen in een oorkonde van een Hollandse graaf uit de twaalfde eeuw. In deze oorkonde uit 1143 komt de naam van burggraaf Alwinus Castellanus naar voren. Ook is bekend dat in de dertiende eeuw burggraaf Jacob verblijf hield in de burcht.  Waarschijnlijk waren er ook voor die tijd al burggraven, maar daar zijn geen betrouwbare schriftelijke bronnen over. Er wordt wel in een oorkonde uit 1168 gesproken over een 'Elinand, castellanus de Leithen'. Er zijn enkele eerdere vermeldingen, maar daarvan is niet echt duidelijk of het niet om vervalsingen gaat. Het lijkt er in ieder geval op dat er aan het begin van de 12e eeuw al burggraven waren. Waarschijnlijk al eerder. Suggesties als zou de burchtheuvel uit de tijd van de Noormannen of zelfs van de Romeinen stammen, zijn waarschijnlijk onjuist.
Het is niet precies duidelijk wat de functie van burggraaf inhield. In ieder geval was het eerst een meer militaire functie die al in de 11e of 12e eeuw werd genoemd. Het werd een steeds invloedrijker functie. Zo bezat de burggraaf onder meer rechten op de Rijn en hij mocht een deel van de belastingen en boetes innen. Ook had hij het recht van benoeming van de schout en schepenen van Leiden. Dit recht eindigde in 1420 bij de Hoekse en Kabeljouwse twisten. Jan van Beieren belegerde toen Leiden en de Burcht. Na zijn overwinning werd het recht van de burggraaf om het stadsbestuur te benoemen afgenomen. Wel bleef de titel van burggraaf bestaan.
Burggraaf Jacob was ook betrokken bij de problemen rond Ada van Holland. Ada volgde in 1203 haar vader Dirk VII op vijftienjarige leeftijd op als graaf, maar dat was tegen de zin van haar oom Willem. Ada, getrouwd met de graaf van Loon, werd aangevallen door haar oom Willem. Zij schuilde in de burcht in Leiden. Na de verovering van de burcht door Willem voerde hij Ada weg naar Texel. De Graaf van Loon trok toen op tegen het leger van Willem, maar moest uiteindelijk na een hevige strijd het onderspit delven. Tijdens deze Loonse Oorlog liep de burcht in 1203 en 1204 bij de gevechten grote schade op, die werd hersteld met kloostermoppen. Omstreeks 1275 werd de ringmuur herbouwd, waarschijnlijk in opdracht van Floris V.
In de veertiende- en vijftiende eeuw wordt er een toren genoemd, waarvan de functie onduidelijk is, mogelijk een voorraadtoren: voor bewoning was het oppervlak te klein. De burcht verloor zijn militaire functie, doordat het gebouw steeds meer ingebouwd raakte. Een bekende burggraaf was Philips van Wassenaer. Hij kocht in 1340 het burggraafschap van de graaf van Holland.

## Eigendom van de stad Leiden

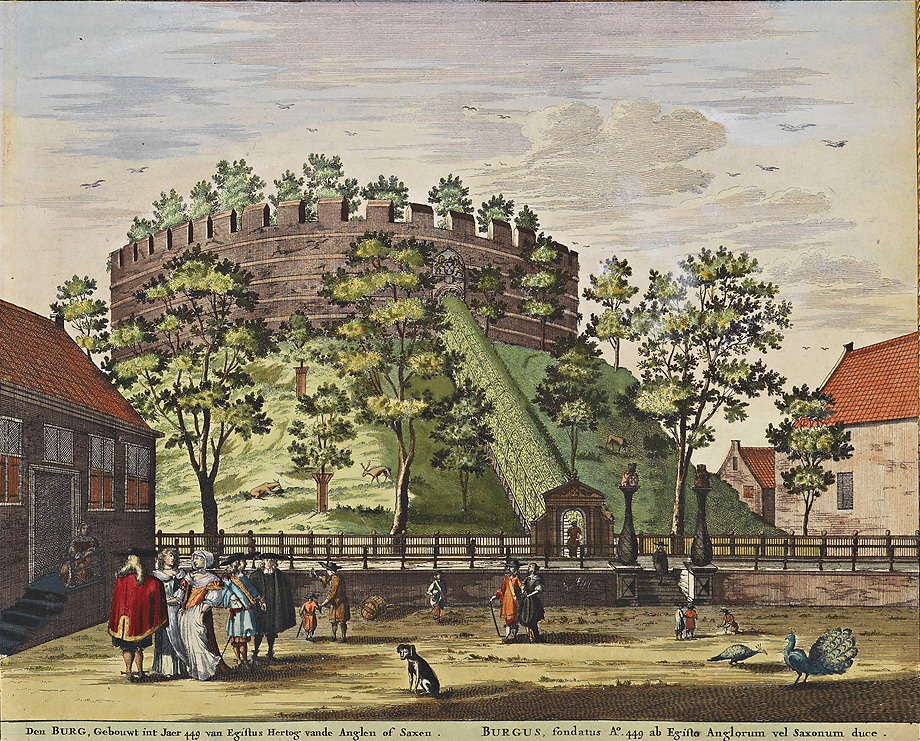
De burcht in 1698

De burcht was in handen van de familie Van Wassenaer tot in de 17e eeuw. Op 17 april 1651 koopt de stad Leiden de burcht voor 70.000 gulden, vanwege de zware schulden die de burggraaf had. 'Het zeer oude Erfdeel des Doorluchtigsten Stam der Wassenaren, met den Burggravelyke Titel en alle Recht daar aankleevende van den Prince van Ligne, Heer van Wassenaer enz. op den 17 van Grasmaand, des jaars MDCLI in eigendom van de Raad en 't volk van leiden door Stads Geld overbracht'. De titel van burggraaf kwam toen dus bij het stadsbestuur te liggen. Deze titel verviel in 1795.
In de jaren na 1651 werd een nieuwe toegangspoort gebouwd in de zuidelijke muur, die werd verfraaid met natuurstenen wapenstenen en het stadswapen. In de eeuwen daarna werd het bouwwerk nog regelmatig gerestaureerd en aangepast. De leeuw boven de poort (1662) is van beeldhouwer Rombout Verhulst.
Volgens Frans van Mieris was er in die tijd op de burchtheuvel een doolhof met een aangenaam prieel onder een lindeboom. Rondom de burcht waren eerst vruchtbomen geplant, die later plaats maakten voor een hertenkamp. De pachter van dit hertenkamp kreeg een bijzondere verplichting: 'Voor de pachter van dit hertenkamp bestond de verplichting om de regeerders van de stad jaarlijks een hert cadeau te doen en aan de Leidse hoogleraren twee koppels konijnen.' 
De bewoners rond de Burcht hebben vier eeuwen lang een 'obscure belasting' moeten betalen van 3 gulden per vijf jaar. Na onderzoek door bouwhistoricus Jan Dröge bleek dat deze belasting al betaald werd sinds 1653. De eigenaren van de woningen bleken toen een put gegraven te hebben in de kunstmatige heuvel. Zij moesten hiervoor dus deze belasting betalen.
Ook is in 1997 de heuvel hersteld. Langzaam maar zeker spoelde in de jaren daarvoor de aarde van de heuvel weg. Die kwam tot in de woningen die om de burcht heen staan. Ook kwamen de boomwortels steeds meer los te liggen en er waren ook risico's voor de fundamenten van het eeuwenoude gebouw. Om verder wegspoelen van de grond te voorkomen is er een damwand aangebracht met daarop een gemetselde muur met een nieuw hek erop. Ook is de heuvel toen wat minder steil gemaakt.
De burchtgracht die van de Oude Rijn naar de Nieuwe Rijn liep is deels al in de 17e eeuw gedempt. Het laatste stuk werd in 1917 gedempt. Hierdoor ontstond het Burchtheuvelpad langs de heuvel van de burcht. Vanwege de door architect Pieter van der Sterre uitgevoerde restauratie van het Burchtzalencomplex is het in 1980 hernoemd tot het Van der Sterrepad.

## Archeologisch onderzoek
Regelmatig is er (archeologisch) onderzoek gedaan naar de burcht. Zo heeft in 1889 de Leidsche directeur van Gemeentewerken, Knuttel, de burcht gerestaureerd en in dat kader onderzoek gedaan. De bouwwijze van de burcht zou te ontlenen zijn uit een traditie van de Normandiërs. De muur van de burcht is betrekkelijk dun met aan de binnenzijde 'spaarbogen'. Bij hen hoort ook de aanleg van zo'n 'chateau à motte' thuis. In dat geval zou de burcht stammen uit de 12e eeuw. De fundamenten van het gebouw zijn van tufsteen, waarmee ook de hele muur gebouwd was. Later is gebruik gemaakt van 'reuzemoppen' die stammen uit de 12e of 13e eeuw. Waarschijnlijk stammen deze uit de tijd van de herbouw na het beleg van de burcht rond 1203/1204, omdat het gebruik van bakstenen stamt uit de tijd na 1200. Knuttel heeft een put gegraven in de burcht om de grond te onderzoeken. Er is in die tijd niets ontdekt van menselijke cultuurlagen. Alleen heeft hij wat hout ontdekt.
Het Leidsch Dagblad van 13 november 1890 meldt dat er bij onderzoek naar de funderingen op 1,25 meter diepte 'in de onmiddellijke nabijheid van oud metselwerk' een koperstuk is gevonden uit de tijd van keizer Vespasianus of Titus. Volgens de Avondpost gaat het om een 'Romeinsche geelkoperen munt'. Ook is er bij dat onderzoek een stenen kogel gevonden. Uit onderzoek in 1895 van de heren Pleyte, Du Rieu en Knuttel komt echter niets naar voren wat wijst op een herkomst uit de Romeinse tijd. Als de verhoging uit die tijd zou stammen, zou er ook wel iets als een Romeins wachthuis geweest moeten zijn met pannendak. Er is echter niets gevonden dat daar op wijst. Er is toen binnen de ringmuur een put van 12 meter diep gegraven en een tunnel op ongeveer 6 meter diep. Daarin zijn verschillende steen- een aardsoorten en stukken hout gevonden. Dat zorgde voor het bewijs dat het terrein eerst even hoog was als de omgeving. Waarschijnlijk is eerst een verhoging van vier meter aangebracht van klei. De conclusie van deze onderzoekers is dat de heuvel stamt uit de 9e eeuw toen bij riviermondingen steeds houten wachttorens op terpen werden gebouwd. Waarschijnlijk is er voor de bouw van de burcht eerst nog een dikke laag gele klei aangebracht.
Een ander onderzoek was er in 1923 door de directeur van het Rijksmuseum van Oudheden, dr. Holwerda. Hij groef een sleuf dwars over het terrein binnen de ringmuur. Er kwamen geen fundamenten van een gebouw of ringmuur tevoorschijn. Ook vond hij geen sporen van bebouwing uit de Romeinse tijd. Na het wegnemen van de bovenste, dikke laag grond, vond hij een laag gele klei, waarin de bouwsleuven van een stenen gebouw zaten. Dat gebouw was verwijderd en in de bouwsleuven waren 'baksteenen, stukken van z.g. reuzemoppen en fragmenten van middeleeuwsch aardewerk, slanke kannen met een sterk bruin glanzend glazuur, gevonden.' Weer dieper vond hij een doorlopende, vrij dunne cultuurlaag met scherven gemengd en ook vond hij gebrand huttenleem. Die laag liep ook door tot de heuvel buiten de ringmuur. Onder deze bouwlaag werd ook weer een dikke laag bruingele klei gevonden met daar weer een cultuurlaag onder met scherven een zwart laagje van verkoold hout. Onder dat verkoolde hout vond Holwerda een vierhoek van houten balken met nog één paal overeind. Aansluitend was nog een plaveisel van grote keien te vinden. Deze cultuurlaag loopt ook onder de muur door tot buiten de huidige ringmuur. Holwerda concludeert hieruit dat het ging om een 'kunstmatige verhevenheid' die de toenmalige bevolking blijkbaar had aangelegd als een soort terp. Op basis van de scherven en het aardewerk die hij gevonden heeft, is hij van mening dat die wijzen op een periode die teruggaat tot ten hoogste de 10e eeuw. Weliswaar vond hij ook wat scherven uit de Romeinse tijd, maar die konden naar zijn mening ook meegekomen zijn met het aanbrengen van de klei. Op basis van zijn bevindingen stelde hij vast dat de burchtheuvel een kunstmatige heuvel is die in enkele perioden sinds de 10e eeuw tot stand is gekomen.
In 1949 werd er opnieuw onderzoek gedaan in de hoop meer duidelijkheid te krijgen over de puinsleuven die Holwerda had gevonden. Dat gaf niet direct resultaat. Ook op een andere plaats binnen de ringmuur werd puin gevonden. Ook dat vormde geen puinsleuf van bebouwing. Wel werden er bij het puin leien aangetroffen. Dat zou kunnen duiden op een gebouw, maar dat werd uit dat onderzoek nog niet duidelijk. Er was geen tijd en geld voor nader onderzoek in dat jaar. Op basis van het aangetroffen schervenmateriaal werd de conclusie getrokken dat het ging om een gebouw uit de vroege middeleeuwen (waarschijnlijk uit de twaalfde eeuw).

## De burcht nu

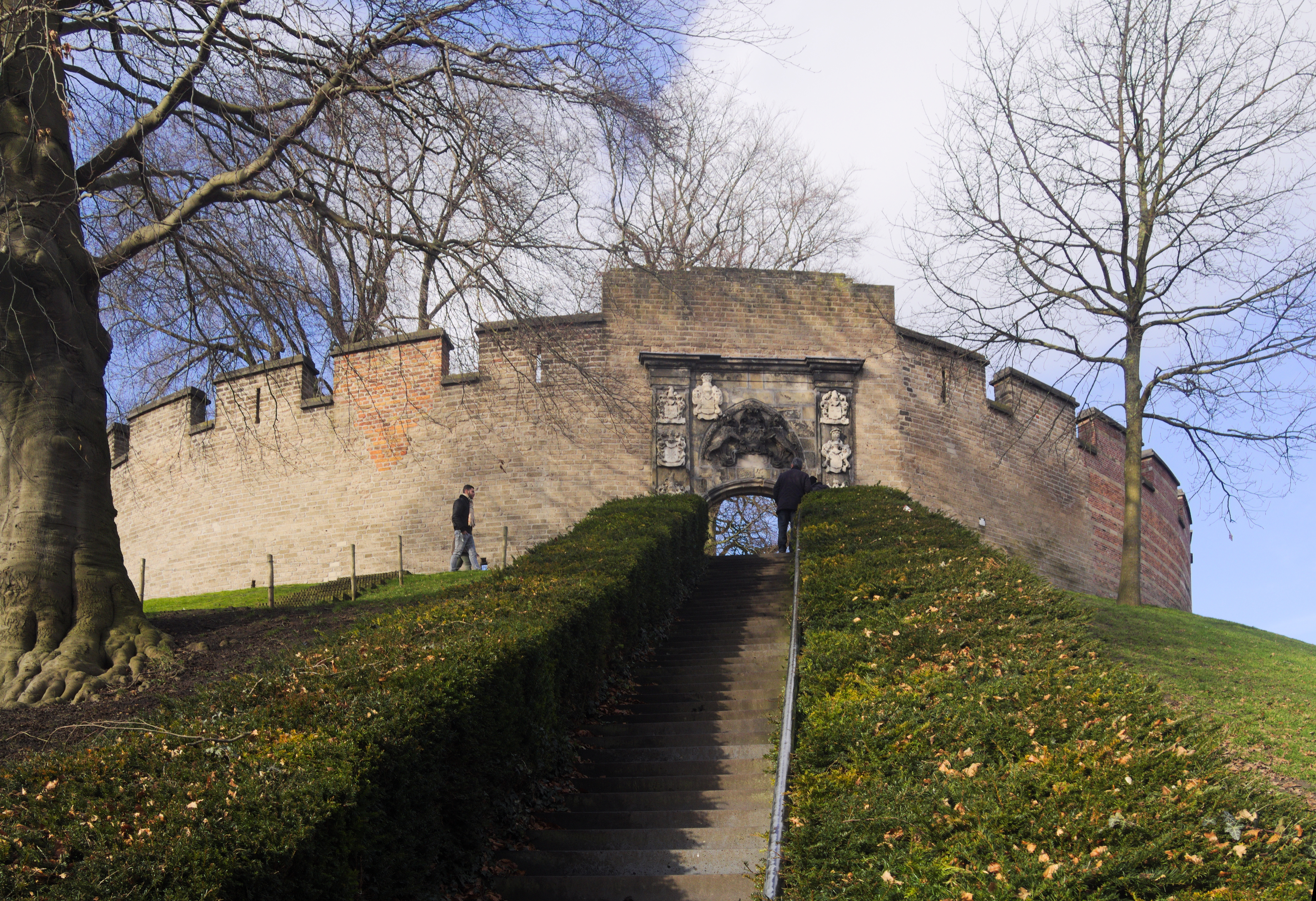
De voorkant

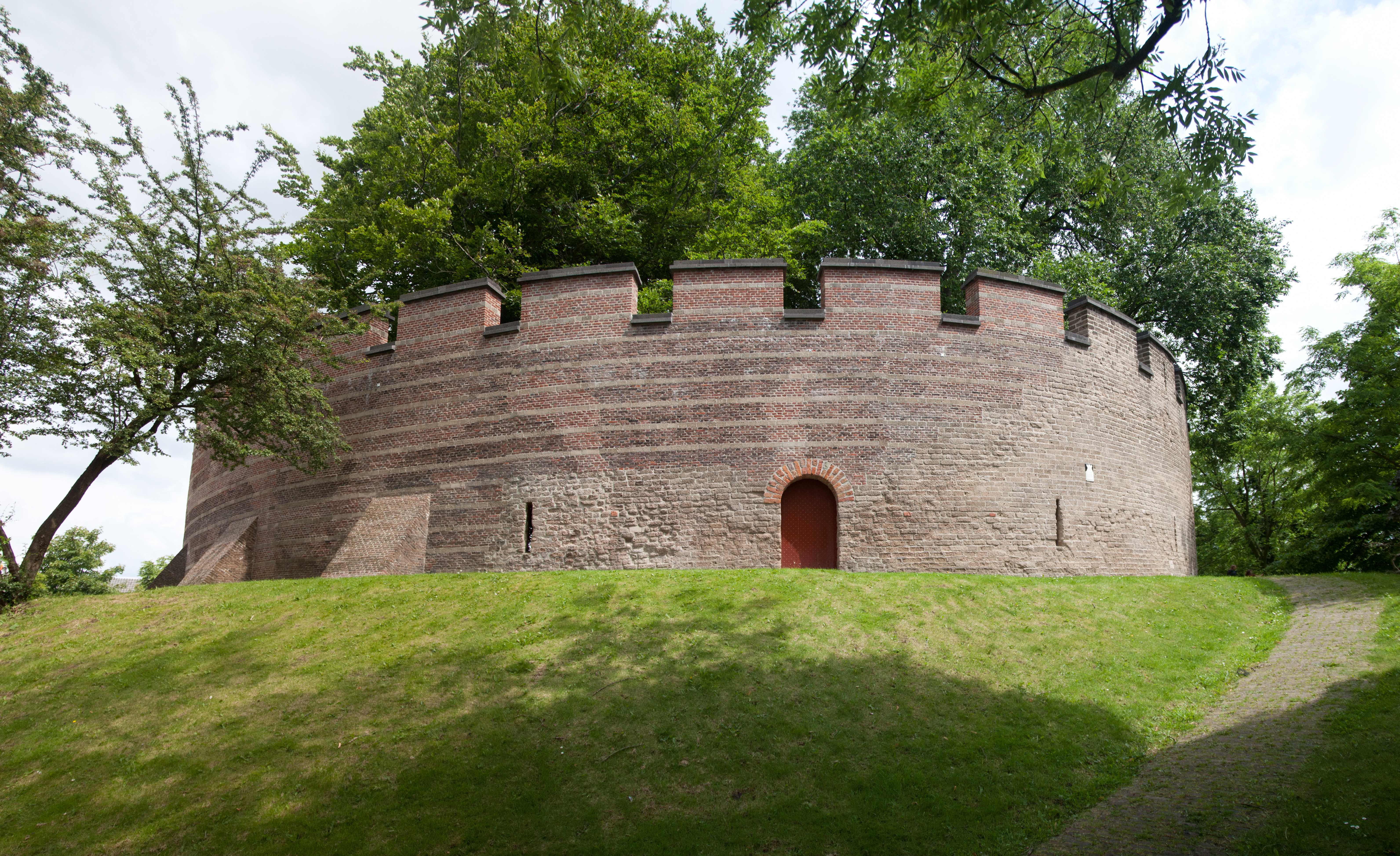
De achterkant

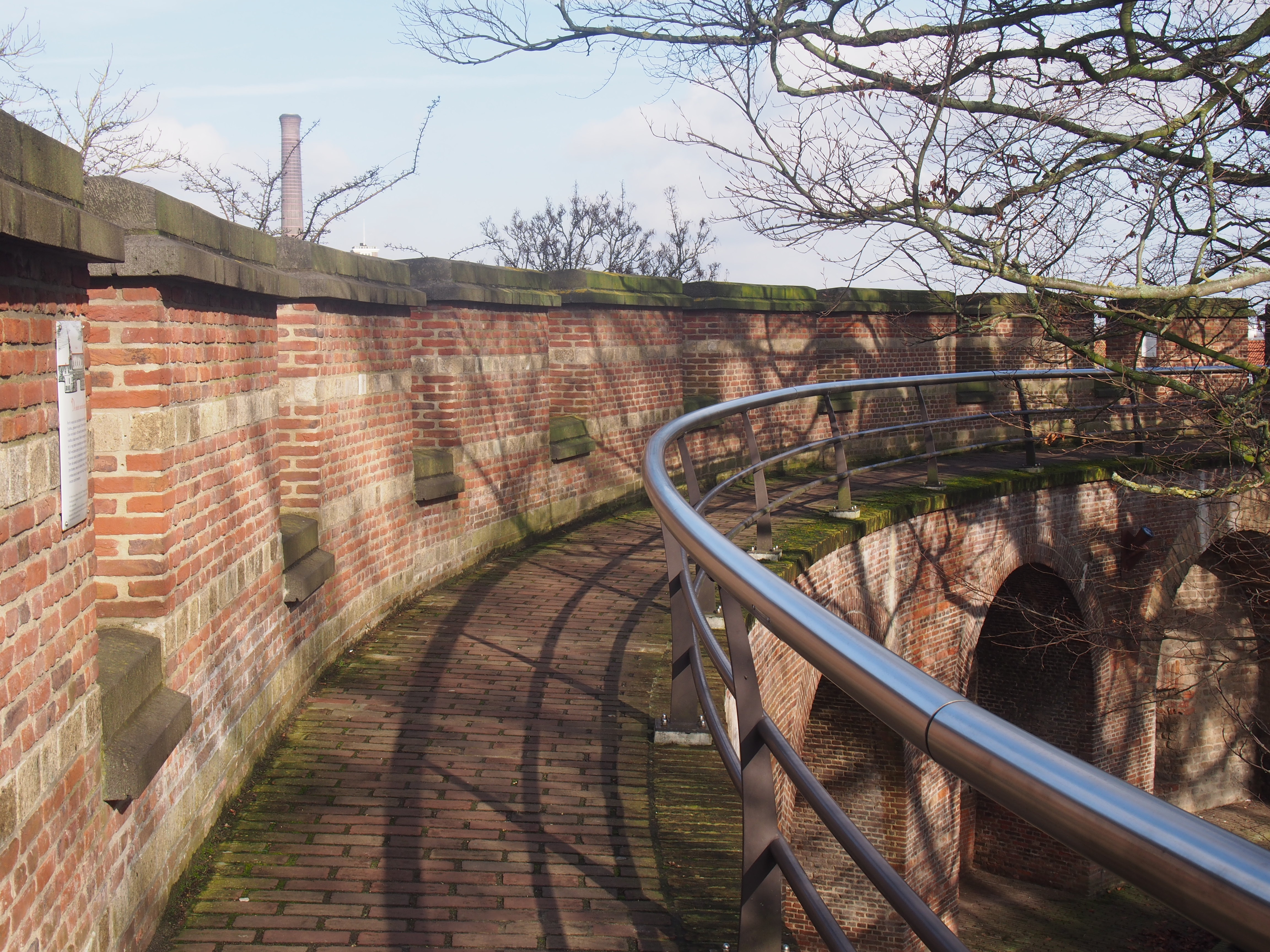
De bovenkant

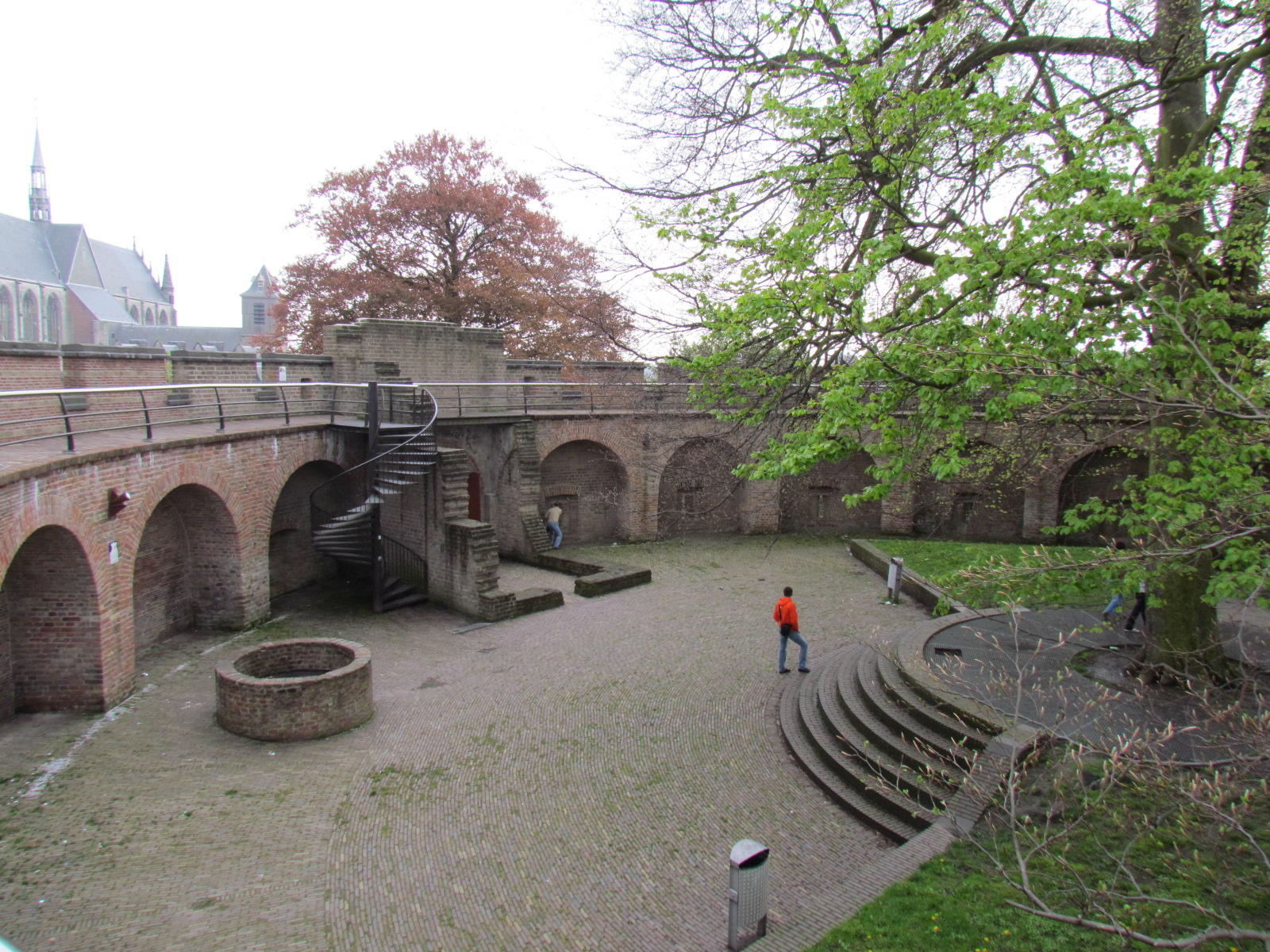
De binnenkant

De burcht staat boven de stad op een kunstmatige heuvel en is een van de best bewaarde voorbeelden van een mottekasteel.
De burcht is voorzien van een borstwering met kantelen en heeft een doorsnede van circa 35,5 meter. Het muurwerk is gemiddeld 6,3 meter hoog en heeft een dikte van 80 tot 90 centimeter. Aan de binnenzijde is de burcht voorzien van diepe bakstenen spaarbogen. Boven deze constructie bevindt zich een weergang. In de muur zijn op verschillende plaatsen schietgaten aangebracht. Een enkele pijler kent een kleine nis.
De motte waarop de burcht staat heeft een hoogte van 12 meter boven het omliggende maaiveld. Aan de noord-, west- en zuidzijde is de heuvel vrij steil, aan de oostzijde ligt halverwege de heuvel een groot grasplateau.
Aan de voet van de heuvel staat een sierlijk gesmeed hek uit 1653 tussen twee laatgotische pijlers. Deze voorpoort van de burcht is ontworpen door Willem van der Helm en voorzien van beeldhouwwerk door Rombout Verhulst.

## Renovatie
Door een slechte fundering en door natuurlijke processen is sprake van ongelijkmatige verzakkingen van de stenen ringmuur. In 2005 werd een diepe scheur ontdekt, van ruim een halve meter, aan de achterzijde van de oude muur, van de kantelen tot aan de grond. Na uitgebreid bouwkundig onderzoek naar de staat van het monument heeft in 2010 een restauratie plaatsgevonden. Hierbij zijn onder meer de kantelen voorzien van nieuwe afdekplaten, waarmee doorlekking van regenwater wordt voorkomen. Ook is beschadigd metselwerk van eerdere restauraties verwijderd en vervangen door duurzame, historisch verantwoorde materialen. De totale kosten bedroegen bijna 1,2 miljoen euro. Na de renovatie zijn meetpunten aangebracht om nieuwe verzakkingen vroegtijdig te kunnen signaleren. Toch wordt er rekening mee gehouden dat de renovaties om de dertig à veertig jaar moeten worden herhaald. In 2013 is het sierhek inclusief de zachtstenen beelden volledig opnieuw geschilderd.

## Monumentale status
De burcht is al sinds 1969 een gebouwd rijksmonument. In februari 2016 werd de burchtheuvel tot archeologisch rijksmonument bestempeld, vanwege de sporen van de middeleeuwse geschiedenis die er in terug te vinden zijn.